# 남호상
남호상(한국 한자: 南虎相, 1966년 1월 17일 ~ )은 대한민국의 전 축구 선수이며, 포지션은 공격수였다.